# Liste des gouverneurs du Mato Grosso do Sul
Cet article présente la liste des gouverneurs du Mato Grosso do Sul.
Le gouverneur actuel du Mato Grosso do Sul est Eduardo Riedel, élu le 30 octobre 2022 et assermenté le 1er janvier 2023.

## Liste des gouverneurs

### Gouverneurs nommés (1979-1983)
Les trois premiers gouverneurs de l'État du Mato Grosso do Sul ont été nommés par le président, à l'époque un représentant de l'armée. Pendant de courtes périodes, le président de l'Assemblée d'État a fait office de gouverneur.
- Harry Amorim Costa (1er janvier 1979 – 12 juin 1979)[1]
- Londres Machado (12 juin 1979 – 30 juin 1979)[1]
- Marcelo Miranda Soares (30 juin 1979 – 28 octobre 1980)[1]
- Londres Machado (28 octobre 1980 – 7 novembre 1980)[1]
- Pedro Pedrossian (7 novembre 1980 – 15 mars 1983)[1]

### Gouverneurs élus (depuis 1983)
Depuis 1982, des élections directes sont organisées pour désigner le gouverneur du Mato Grosso do Sul.
- Wilson Barbosa Martins (15 mars 1983 – 14 mai 1986)[1]
- Ramez Tebet (pt) (14 mai 1986 – 15 mars 1987)[1]
- Marcelo Miranda Soares (15 mars 1987 – 15 mars 1991)[1]
- Pedro Pedrossian (15 mars 1991 – 1er janvier 1995)[1]
- Wilson Barbosa Martins (1er janvier 1995 – 1er janvier 1999)[1]
- José Orcírio Miranda dos Santos (pt) (1er janvier 1999 – 1er janvier 2007)[1]
- André Puccinelli (1er janvier 2007 – 1er janvier 2015)[1]
- Reinaldo Azambuja (1er janvier 2015 – 1er janvier 2023)[2]
- Eduardo Riedel (depuis le 1er janvier 2023)[3]